# John 5
Pour les articles homonymes, voir Johnny 5.
John 5, né John William Lowery, le 31 juillet 1970 à Grosse Pointe dans le Michigan aux États-Unis, est un guitariste de metal. Il est connu du grand public pour avoir été le troisième guitariste de Marilyn Manson. Son surnom lui vient de l'époque où il a rejoint Marilyn Manson, il était alors le cinquième membre à rejoindre le groupe et reçut donc le pseudonyme de John 5. Depuis 2005 il est le guitariste de Rob Zombie. Il est aussi l’auteur de six albums solo dont un remix (Remixploitation). Artiste étendu, il a, entre autres, collaboré avec Avril Lavigne, Lynyrd Skynyrd, Meat Loaf et David Lee Roth.

## Biographie

### Enfance
John commença à jouer de la guitare à l’âge de 7 ans, après avoir regardé à la télévision les émissions de Buck Owens et Roy Clark avec son père. Ses parents encourageaient leur fils du moment que cela n’interférait pas dans ses études, ils l’accompagnaient même dans les bars le soir où il devait jouer.

### Carrière

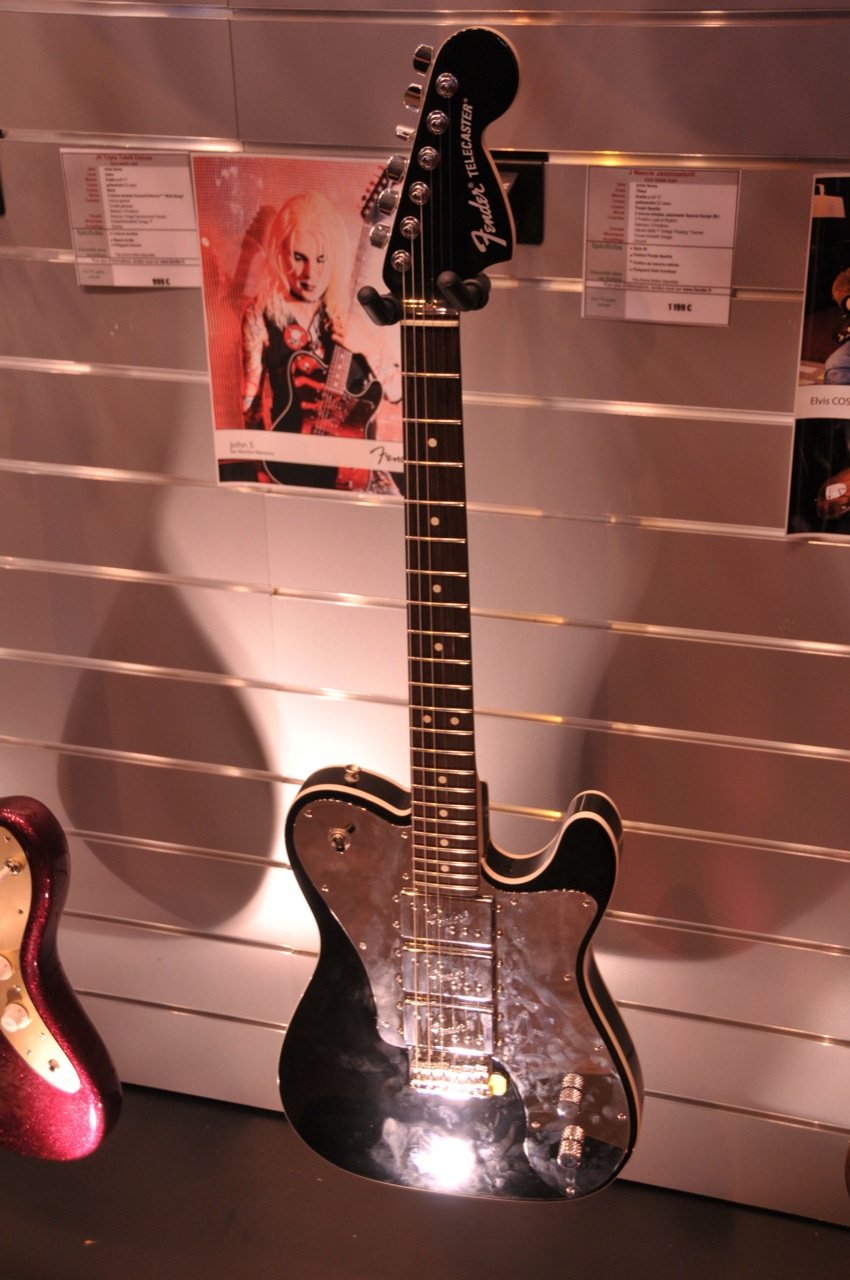
Fender Telecaster John 5 signature.

John Lowery commença sa carrière en tant que guitariste de studio après avoir déménagé à Los Angeles à l’âge de 18 ans. Son premier groupe en Californie fut Alligator Soup, avec lequel il eut l’occasion de rencontrer Rudy Sarzo de Whitesnake, ce qui lui donna sa première vraie exposition sur la scène rock.
C’est aussi à ce moment que Lowery rencontra Bob Marlette, producteur de Tracy Chapman, Rob Halford ou encore Black Sabbath. Avec Marlette, John travailla sur de nombreux projets tels que faire la bande annonce d’émission de télévision, de film ainsi que la musique de certaines publicités.
John se fait ensuite enrôler par Lita Ford et fit la première partie de Kiss. Il créa une grande amitié avec les membres de Kiss, et notamment Paul Stanley avec lequel il collabora plus tard sur son album solo. Il enchaina ensuite avec quelques groupes, dont notamment celui de Rob Halford sur son projet solo.
En 1996, John devait auditionner pour le rôle de guitariste pour Marilyn Manson, mais ce dernier arriva en retard et c’est finalement Zim Zum qui eut le poste. John retravailla alors avec Rob Halford sur son projet 2wo. Le groupe n'eut pas une longue vie mais fit le Ozzfest en 1997. Ce après quoi le groupe se sépara.
Ensuite John fut enrôlé  pour jouer avec David Lee Roth (ex Van Halen) sur son projet solo. Il réalisa l’un de ses rêves de gosse et enregistra l’album The DLR Band en deux semaines avec David Lee Roth.
En 1998, John se fait embaucher par Marilyn Manson pour remplacer Zim Zum, Manson lui donna alors le nom de John 5 car il était le cinquième membre du groupe. Il joue pour la première fois lors de la Mechanical Animal Tour. John collaborera sur les albums Holy Wood (In the Shadow of the Valley of Death) et The Golden Age of Grotesque. La relation que John entretenait avec Manson fut très conflictuelle, ne consommant ni alcool ni drogue comme le reste du groupe. On peut aussi constater la tension entre les deux lors du Rock Am Ring 2003, où Manson frappa John 5 avec sa botte, et ce dernier abandonna sa guitare en criant sur Manson. John 5 s'excusa pour son comportement et expliqua que ce n’était pas professionnel. En 2004, John 5 quitta à l’amiable Marilyn Manson.
John créa ensuite son propre groupe, nommé Loser, il travailla avec les membres du groupe sur leur premier album, mais il dut les quitter pour se donner complètement avec Rob Zombie, dont il était un grand fan, qui l’avait engagé pour jouer sur l’album Educated Horses et sur la tournée suivante. Cependant, le groupe continue d’exister malgré le départ de John 5.
John travaille actuellement sur le nouvel album de Rob Zombie Dark Revelation mais aussi sur la musique du prochain film de Zombie Tyrannosaurus Rex.
Malgré ces différentes collaborations John eut le temps d'enregistrer 7 albums solos Vertigo (2004), Songs For Sanity (2005), The Devil Knows My Name (2007), Requiem (2008), The Art of Malice (2010), God Told Me To (2012) et Careful With That Axe (2014).
En 2016 il enregistre l'album Season of the Witch avec le bassiste Ian Ross et le batteur Rodger Carter. Sa sortie, sous le nom de John 5 and the Creatures, est annoncée pour mars 2017. 
En Octobre 2022, il est annoncé qu'il remplacera Mick Mars (Mötley Crüe) lors de la tournée mondiale à venir.

### Vie privée

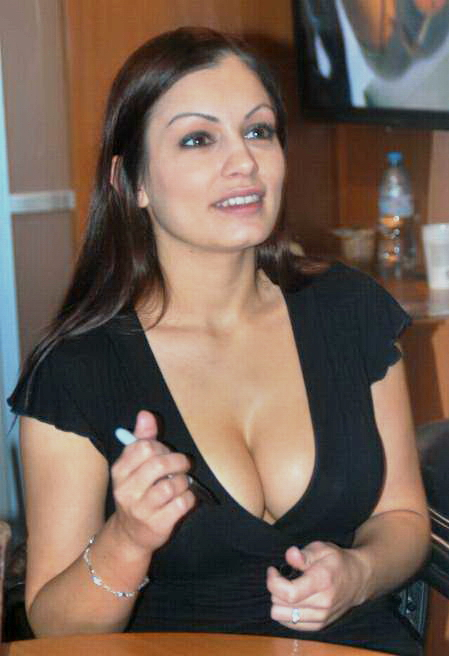
Aria Giovanni, l’ex-femme de John 5.

John fut marié à l'actrice érotique Aria Giovanni, mais ils divorcèrent en 2006. John a deux enfants d’un précédent mariage, Nikki et Jeremy Lowery. 
Il est tatoué sur tout le corps, surtout des motifs japonais.
John aime regarder la TV en jouant de la guitare, notamment en regardant Les Simpson. Il est désormais marié avec Rita Mendez qui apparait dans le clip Noche Acosador de l'album solo God Told Me To de John 5.

## Matériel
Le matériel de John a évolué au fil de sa carrière, mais il est toujours resté fidèle à Fender qui lui a fait plusieurs modèles signature dont quatreTelecaster : la Tele J5 HT, la Tele Triple Deluxe J5, la Tele J5 Bigsby,la J5 Acoustic et enfin la Tele John 5 Ghost.
Sur scène, avant d’être sponsorisé par Fender, il a longtemps utilisé des Ibanez. John 5 possède une collection de guitare (composée d’un grand nombre de Telecaster).
Les amplis: John a longtemps utilisé les ampli Laney, il est maintenant sponsorisé par Marshall et utilise des mode four.
Niveau effet John utilise[réf. nécessaire] : une pédale Boss CH-1 Super Chorus, une Boss SD-1 Super Overdrive, une Dunlop Original CryBaby Wah Pedal, une Guyatone PS-3 Phase Shifter, une Ibanez CF-7 Chorus/Flanger, une Ibanez DE-7 Delay Echo, une Ibanez LF-7 Lo-Fi Filter et une Ibanez SM-7 Smash Box Distortion et une blood drive de la marque coffin case dont il fait la publicité.

## Discographie

### Albums
| Année | Artiste/Groupe           | Album                                                              | Contribution      |
| ----- | ------------------------ | ------------------------------------------------------------------ | ----------------- |
| 1998  | 2wo                      | Voyeurs                                                            | guitare           |
| 1998  | David Lee Roth           | The David Lee Roth Band                                            | guitare           |
| 1999  | Marilyn Manson           | The Last Tour on Earth                                             | guitare live      |
| 2000  | Marilyn Manson           | Holy Wood (In the Shadow of the Valley of Death)                   | guitare           |
| 2003  | Marilyn Manson           | The Golden Age of Grotesque                                        | guitare           |
| 2003  | David Lee Roth           | Diamond Dave                                                       | guitare           |
| 2004  | John 5 solo              | Vertigo                                                            | guitare           |
| 2005  | John 5 solo              | Songs for Sanity                                                   | guitare           |
| 2006  | Paul Stanley             | Live to Win                                                        | guitare           |
| 2006  | Rob Zombie               | Educated Horses                                                    | guitare           |
| 2006  | Loser                    | Just Like You                                                      | guitare           |
| 2007  | John 5 solo              | The Devil Knows My Name                                            | guitare           |
| 2007  | Rob Zombie               | Zombie Live                                                        | guitare live      |
| 2008  | John 5 solo              | Requiem                                                            | guitare           |
| 2009  | John 5 solo              | Remixploitation                                                    | guitare           |
| 2010  | Rob Zombie               | Hellbilly Deluxe 2                                                 | guitare           |
| 2010  | John 5 solo              | The Art Of Malice                                                  | guitares et basse |
| 2012  | John 5 solo              | God Told Me To                                                     | guitare et basse  |
| 2013  | Rob Zombie               | Venomous Rat Regeneration Vendor                                   | guitare           |
| 2014  | John 5 solo              | Careful With That Axe                                              | guitare et basse  |
| 2015  | Rob Zombie               | Spookshow International Live                                       | guitare           |
| 2016  | Rob Zombie               | The Electric Warlock Acid Witch Satanic Orgy Celebration Dispenser | guitare           |
| 2017  | John 5 and the Creatures | Season of the Witch                                                | guitare           |
| 2019  | John 5 and the Creatures | Invasion                                                           | guitare           |

### Contributions
| Année | Artiste/Groupe   | Album                  | Contribution                                       |
| ----- | ---------------- | ---------------------- | -------------------------------------------------- |
| 1991  | John Wetton      | Voice Mail             | guitare studio, première session pro en studio.    |
| 1993  | Robin Zander     | demos                  | guitare                                            |
| 1993  | Wilson Phillips  | Shadows & Light        | guitare                                            |
| 1994  | Night Ranger     | Feeding off the Mojo   | guitare                                            |
| 1994  | Red Square Black | Square EP              | guitare rythmique                                  |
| 1995  | Lita Ford        | Black                  | guitare                                            |
| 2007  | Static-X         | Cannibal               | guitare solo sur "Cannibal"                        |
| 2007  | Scorpions        | Humanity - Hour 1      | compositeur et guitariste sur "Hour 1"             |
| 2001  | Filter           | Anthems for the Damned | guitariste sur deux chansons                       |
| 2009  | Lynyrd Skynyrd   | God & Guns             | guitariste sur "Floyd"                             |
| 2010  | Escape The Fate  | Escape The Fate        | compositeur et guitariste sur "Liars and Monsters" |
| 2012  | Lynyrd Skynyrd   | Last Of a dyin' breed  |                                                    |
| 2016  | Ace Frehley      | Origins Vol. 1         | Guitare sur "Parasite"                             |